# Malaika Arora Khan
Pour les articles homonymes, voir Arora (homonymie).
Malaika Arora  (en hindi : मलाइका  अरोड़ा  खान) est une actrice, mannequin et présentatrice indienne de télévision de Bollywood née le 23 octobre 1973 à Bombay (Inde). 
Elle est surtout connue pour ses item numbers dont Chaiyya Chaiyya, tiré de Dil Se, et Munni Badnaam Hui dans Dabangg.

## Biographie
Malaika Arora est la fille d'Anil Arora, un Punjabi, et de Joyce Polycarpe une catholique malayalam, elle est la sœur d'Amrita Arora également actrice.
Elle étudie au lycée Swami Vivekanand de Chembur (Mumbai) dont sa tante, Grace Polycarpe, est le proviseur. Puis elle complète ses études à l'université Jai Hind, avant d'entreprendre une carrière dans le mannequinat.
Le 12 décembre 1998 elle épouse Arbaaz Khan, producteur et frère de Salman Khan et Sohail Khan. Ils ont un fils prénommé Arhaan, né en 2003.

### Carrière
Malaika Arora commence sa carrière pour la chaine MTV India et très vite elle est remarquée par Bollywood qui lui propose des item numbers. C'est ainsi qu'en 1998 elle est remarquée par la critique et le public pour son numéro de danse sur un train en mouvement dans Dil Se, aux côtés de la superstar Shahrukh Khan. 
Entre 2000 et 2002, elle tient des petits rôles dans plusieurs productions de Bollywood, dont le film Indian et continue à tourner des item numbers sans grand succès. En 2008, elle tourne dans un flop retentissant, EMI Liya Hai Toh Chukana Padega, où elle donne la réplique à Sanjay Dutt.
Puis en 2010 elle retrouve les faveurs du public grâce à un item number pour le film à succès Dabangg dont elle est également productrice. On la retrouve de nouveau dans un item number en 2012 dans Housefull 2.
Parallèlement à ses apparitions au cinéma, Malaika Arora est jurée dans plusieurs émissions de télévision : le concours de danse Nach Baliye, les télé crochets Zara Nachke Dikha, Lux Perfect Bride et Jhalak Dikhhla Jaa (saison 4 et 8).

## Filmographie
- 1993 : Aaja Meri Jaan

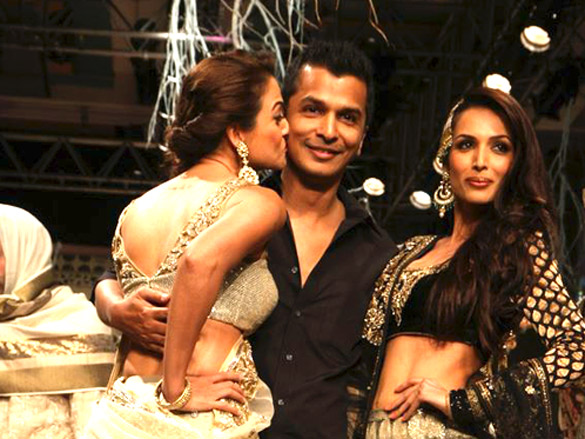
Amrita Arora et Malaika Arora Khan lors de la Fashion Week 2012 à Mumbai.

- 1998 : Dil Se : item number Chaiyya Chaiyya
- 2000 : Bichhoo : caméo
- 2001 : Indian : caméo
- 2002 : Maa Tujhhe Salaam : caméo
- 2002 : Kaante : Lisa (caméo)
- 2005 : Kaal : item number
- 2007 : Heyy Babyy : chanson titre
- 2007 : Athidhi : item number Rathraina
- 2007 : Om Shanti Om : caméo en chanson Deewangi Deewangi
- 2007 : Welcome : item number
- 2008 : E.M.I
- 2009 : Hello India : caméo
- 2010 : Prem Kaa Game : item number
- 2010 : Housefull : Pooja Rao
- 2010 : Dabangg : item number Munni Badnaam Hui
- 2012 : Housefull 2 : item number Anarkali Disco Chali
- 2012 : Gabbar Singh : item number Kevvu Keka
- 2012 : Dabangg 2 : item number Pandey Ji
- 2015 : Dolly Ki Doli : item number Fashion Khatam Mujh Par

## Télévision
Malaika Arora est jurée à plusieurs reprises dans des émissions de télévision.
- 2005 : Nach Baliye 1
- 2006 : Nach Baliye 2
- 2008 : Zara Nachke Dikha
- 2009 : Lux Perfect Bride
- 2010 : Jhalak Dikhhla Jaa 4
- 2015 : Jhalak Dikhhla Jaa 8